# Agroeca lusatica
Espèce
Synonymes
- Liocranum lusaticum L. Koch, 1875
- Agroeca thorelli Kulczyński, 1897
- Liocranum bisaticum Dyal, 1935

Agroeca lusatica est une espèce d'araignées aranéomorphes de la famille des Liocranidae.

## Distribution
Cette espèce se rencontre en Europe, en Sibérie méridionale, au Kazakhstan et en Iran.

## Description
Les mâles mesurent de 4,2 à 5,2 mm et les femelles de 5,0 à 6,8 mm.

## Systématique et taxinomie
Cette espèce a été décrite sous le protonyme Liocranum lusaticum par L. Koch en 1875. Elle est placée dans le genre Agroeca par Bösenberg en 1902.

## Publication originale
- L. Koch, 1875 : « Beschreibungen einiger von Herrn Dr Zimmermann bei Niesky in der oberlausitz und im Riesengebirge entdeckter neuer Spinnenarten. » Abhandlungen der Naturforschenden Gesellschaft Görlitz, vol. 15, p. 1-21.